# Rose (Sängerin)
Rose (* 24. Mai 1978 in Nizza als Keren Meloul) ist eine französische Liedermacherin und Autorin.

## Leben und Werk

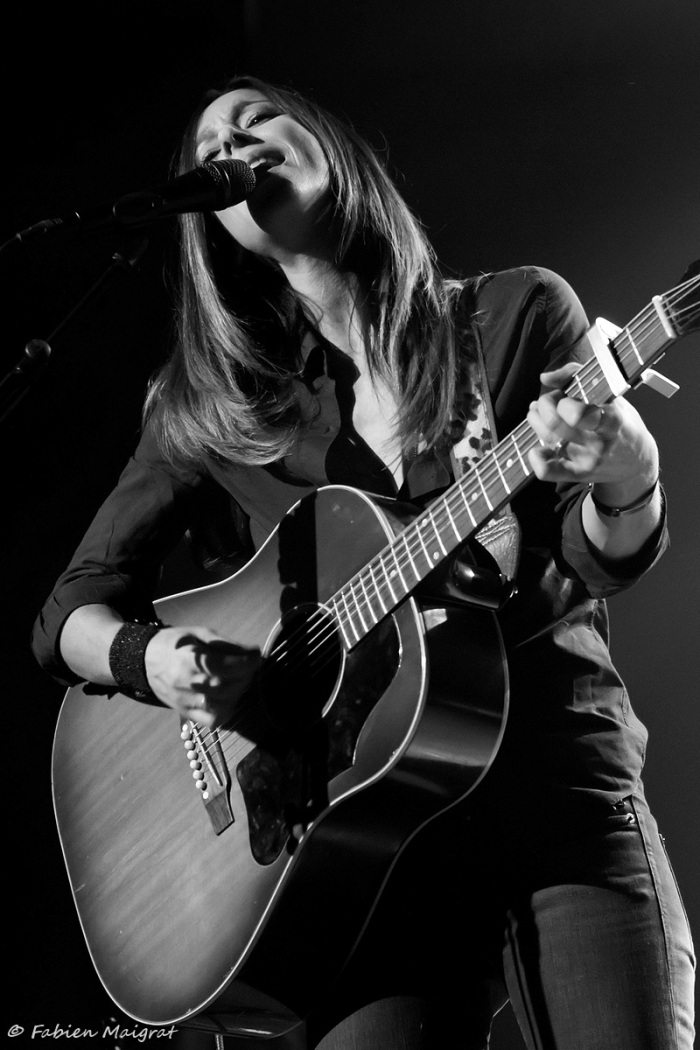
Rose bei einem Liveauftritt 2013

Rose begann bereits im Alter von acht Jahren Songs zu schreiben. Zunächst studierte sie aber Rechtswissenschaften und arbeitete nach ihrem Abschluss zwei Jahre lang als Lehrerin an der Privatschule Merkaz Ohr Joseph in Paris. 2006 trat sie zum ersten Mal auf die Bühne. Es folgten Auftritte im Olympia und im Zénith von Paris. Ihren Künstlernamen wählte sie in Anlehnung an die Filmbiografie The Rose, die der Sängerin Janis Joplin gewidmet war.
Im September 2006 veröffentlichte sie ihr Debütalbum Rose. Für dieses Album arbeitete sie u. a. mit dem Toningenieur und Produzenten Dominique Blanc-Francard zusammen. In Frankreich war ihr Album ein großer Erfolg und hielt sich mehr als zehn Wochen in den Top 20 der Album-Charts. Im Juli 2007 spielte Rose zum ersten Mal in Deutschland auf dem Popdeurope-Festival in Berlin. In diesem Monat wurde ihr Debütalbum auch in Deutschland veröffentlicht.
Im Jahr 2009 nahm Rose mit Hilfe der Musikproduzenten Jérôme Plasseraud und Thibaut Barbillon ihr zweites Album auf, das den Titel Les Souvenirs sous ma frange (Die Erinnerungen unter meiner Ponyfrisur) trägt und im Oktober 2009 veröffentlicht wurde. Ihr drittes Album brachte sie mit dem Titel Et puis juin (Und dann Juni) im Februar 2013 heraus. Mit dem Album, das auch weniger gute Kritiken erhielt, konnte sie nicht mehr ganz an die Charterfolge der beiden Vorgängeralben anknüpfen.
Im Jahr 2015 veröffentlichte Rose ihr viertes Album Pink Lady, das ein Duett mit dem Singer-Songwriter Jean-Louis Murat mit dem Titel Pour être deux (Zu zweit sein) enthält, ein von der Künstlerin Loane komponiertes Lied. Während ihrer Tournee sang sie dieses Duett u. a. mit dem Musiker und Liedermacher Vianney. 2019 präsentierte sie ihr sogenanntes Kerosin-Projekt, das ein Buch und ein Album umfasst. In diesem autobiografischen Projekt befasste sich die Künstlerin mit ihrer durch Kokain- und Alkoholsucht geprägten Vergangenheit. Nach eigener Aussage litt sie auch unter Depressionen, die vielleicht auch durch ihre Popularität hervorgerufen wurden und einen zeitweiligen Aufenthalt in der Psychiatrie erforderlich machten.
Im August 2022 erschien ihr zweites Buch Les montagnes roses (Die rosa Berge), in dem sie ihren Kampf gegen Brustkrebs schildert und die bei ihr vorgenommene Mastektomie und die Folgen einer hormonblockierenden Behandlung beschreibt. Sie verfasste dieses Buch, um Frauen zu helfen, die aufgrund eines solchen Schicksals vom Verlust des Lebenswillens bedroht sind. Dazu veröffentlichte sie auch eine gleichnamige Single.
Rose komponiert, textet und interpretiert nahezu alle ihre Lieder selbst, so dass sie als Liedermacherin (französisch auteure-compositrice-interprète) bezeichnet wird. In Frankreich zählt sie zu den Vertreterinnen des Nouvelle Chanson.

## Diskografie

### Alben
- 2006: Rose
- 2009: Les souvenirs sous ma frange
- 2013: Et puis juin
- 2015: Pink Lady
- 2019: Kérosène

### Singles
- 2007: Ciao bella
- 2007: La liste
- 2008: Sombre con
- 2009: Yes We Did
- 2010: Comment c’était déjà
- 2013: Et puis Juin
- 2013: Mais ça va
- 2013: Aux éclats je ris
- 2015: Je compte
- 2015: Pour être deux mit Jean-Louis Murat
- 2019: Larmes à paillettes
- 2020: Si ce n’était pour toi
- 2021: Rien de spécial mit Julie Zenatti
- 2022: Les montagnes roses

### Samplerbeiträge
- 2006: La liste auf L’album! Une sélection idéale
- 2010: Yes, we did auf Francomusiques

## Veröffentlichungen
- Rose: Kérosène. Les Éditions Ipanema, Paris 2019, ISBN 978-2-36478-149-8.
- Rose: Les montagnes roses. Éditions Eyrolles, Paris 2022, ISBN 978-2-416-00761-3.